# Риц-Нојендорф
Риц-Нојендорф (њем. Rietz-Neuendorf) општина је у њемачкој савезној држави Бранденбург. Једно је од 38 општинских средишта округа Одер-Шпре. Према процјени из 2010. у општини је живјело 4.321 становника. Посједује регионалну шифру (AGS) 12067426.

## Географски и демографски подаци
Риц-Нојендорф се налази у савезној држави Бранденбург у округу Одер-Шпре. Општина се налази на надморској висини од 79 метара. Површина општине износи 183,1 km². У самом мјесту је, према процјени из 2010. године, живјело 4.321 становника. Просјечна густина становништва износи 24 становника/km².

## Међународна сарадња
| Мјесто | Држава | Врста сарадње | Од    |
| ------ | ------ | ------------- | ----- |
|        | Пољска | контакт       | 2000. |
| Извор  |        |               |       |